# أوتو لانجه
أوتو لانجه (بالألمانية: Otto Lange)‏ هو رسام ألماني، ولد في 29 أكتوبر 1879 في درسدن في ألمانيا، وتوفي بنفس المكان في 19 ديسمبر 1944.